# Jane Asher

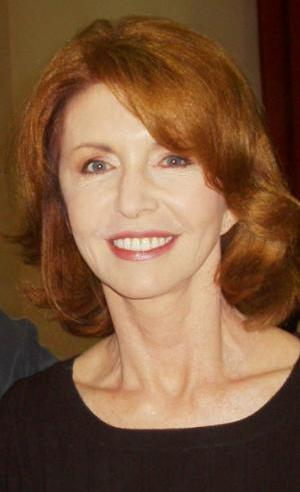
Jane Asher, 2008

Jane Asher (* 5. April 1946 in Marylebone, County of London) ist eine britische Schauspielerin und Autorin.

## Leben

### Familie
Jane Asher ist das zweite von drei Kindern des in London tätigen Arztes Richard Asher und der Musiklehrerin und Musikprofessorin an der Guildhall School of Music and Drama Margaret Asher. Ihr älterer Bruder Peter Asher wurde als eine Hälfte des Popduos Peter & Gordon bekannt, ihre jüngere Schwester Clare arbeitet ebenfalls als Schauspielerin.

### Karriere

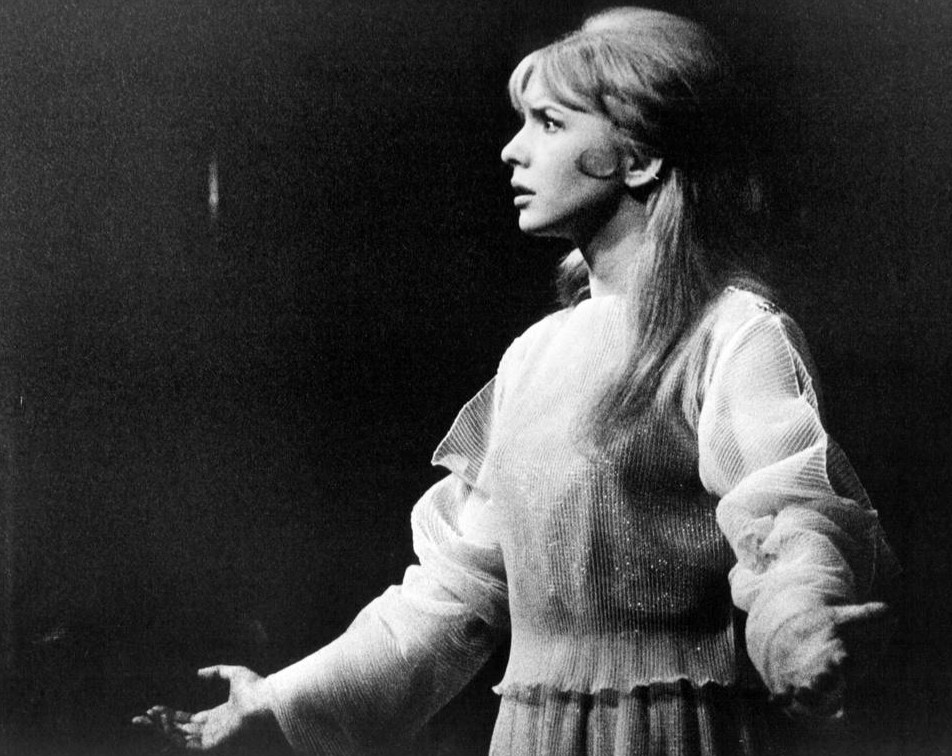
Jane Asher als Julia in Romeo und Julia am Bristol Old Vic, 1967

Bereits als Kind hatte Jane Asher Rollen in der Werbung gespielt. Im Jahr 1952 gab Asher in dem Drama Mandy ihr Filmdebüt. In den folgenden zehn Jahren war sie als Kind und Jugendliche in zahlreichen Fernseh- und Kinoproduktionen zu sehen, darunter der Science-Fiction-Film Schock (1955), die TV-Serie Die Abenteuer von Robin Hood (1956–1958) und die Mark-Twain-Literaturverfilmung Der Prinz und der Bettelknabe (1962). Im Jahr 1960 übernahm sie die weibliche Hauptrolle in einer West-End-Theaterproduktion von Peter Pan. Als Jugendliche war sie  eine der bekanntesten Schauspielerinnen ihres Alters in Großbritannien.
Im Verlauf der 1960er-Jahre gelang Asher der Sprung in das Erwachsenenfach. 1964 war Asher gemeinsam mit Vincent Price in Roger Cormans Satanas – Das Schloß der blutigen Bestie (nach Edgar Allan Poes Erzählung Die Maske des Roten Todes) zu sehen, 1966 neben Michael Caine in der Komödie Der Verführer läßt schön grüßen (Alfie). 1966 war Asher mit einer Shakespeare-Produktion auf Tournee in der Vereinigten Staaten, bei der ihr damaliger Lebensgefährte Paul McCartney, Musiker und Mitbegründer der Band The Beatles, einige Tage mit ihr in Denver verbrachte. Der Psychothriller Deep End von Jerzy Skolimowski, in dem sie 1970 die weibliche Hauptrolle spielte, gilt als eine ihrer besten und bekanntesten Arbeiten als Schauspielerin. Er brachte ihr eine Nominierung für den Britischen Filmpreis ein.
1972 verkörperte Asher die Jane Seymour in einer Filmbiografie über Heinrich VIII. (gespielt von Keith Michell). Nachdem es ruhiger um Asher geworden war, spielte sie 1981 die Rolle der Celia in der international erfolgreichen Miniserie Wiedersehen mit Brideshead. 
Seit 2001 hat sich Jane Asher auch als Autorin von Rezeptbüchern und Romanen einen Namen gemacht. Sie ist Inhaberin einer Firma für Fertigkuchen und präsentiert ihre Backrezepte auch im britischen Fernsehen. Asher tritt jedoch auch weiterhin in Filmen und Fernsehserien auf, beispielsweise in einer Nebenrolle in Sterben für Anfänger (Death at a Funeral, 2007) von Frank Oz.

### Privates und Beziehung zu Paul McCartney
Am 18. April 1963 besuchte Asher im Auftrag der BBC-Musikzeitschrift Radio Times einen Auftritt der Band The Beatles in der Royal Albert Hall, um eine Konzertkritik zu schreiben und die Band zu interviewen. Aus diesem Treffen entwickelte sich eine Beziehung zu dem Beatles-Musiker Paul McCartney, mit dem sie sich 1967 verlobte. Im Januar 1966, als Asher auch am Old Vic Theatre in Bristol spielte, komponierte McCartney, der seit Ende 1963 bei Ashers Eltern in der Wimpole Street 57 im Londoner Stadtteil Marylebone in einer Dachkammer mit Klavier wohnte, das Lied Eleanor Rigby. Wenn John Lennon ihn besuchte, durften McCartney und er auch das Musizier- und Unterrichtszimmer von Margaret Asher im Keller zum Songschreiben nutzen. Bis zur Trennung von Jane Asher war Margaret Asher McCartney eine Art zweite Mutter. Jane Asher diente McCartney als Inspirationsquelle für mehrere Songs, darunter And I Love Her, We Can Work It Out, Here, There And Everywhere, You Won’t See Me, I’m Looking Through You und For No One. Der 1964 veröffentlichte Song Things We Said Today entstand während eines Urlaubs von McCartney, Asher und Ringo Starr sowie dessen damaliger Ehefrau Maureen auf den Virgin Islands, der Text zum Lied Yesterday (ursprünglich beginnend mit “scrambled eggs, oh my baby, how I love your legs”) während eines Urlaubs von Asher und McCartney in Portugal im Jahr 1965. Jane Ashers Mutter verwendete Yesterday als Prüfungsstück für ihre Studenten in der Guildhall School of Music.
Obwohl Paul laut Cynthia Lennon „stolz wie ein Pfau“ auf seine schöne, berühmte und gutbetuchte Verlobte war, hatte er immer wieder Affären. Marianne Faithfull behauptete sogar, die beiden seien nie richtig gut miteinander ausgekommen. Am 18. Oktober 1967 begleitete sie ihn noch bei der Premiere des Films How I Won the War ins Londoner Pavilion Theatre und im Februar 1968 war sie mit ihm und den Beatles im indischen Rishikesh. 1968 kam es zur endgültigen Trennung, nachdem das Paar sich bereits zuvor zunehmend auseinandergelebt habe. Ein Jahr später heiratete McCartney die Fotografin Linda Eastman.
Im Jahr 1971 lernte sie den Zeichner Gerald Scarfe kennen, mit dem sie seit 1981 verheiratet ist und mit dem sie drei Kinder hat.

## Filmografie (Auswahl)
- 1952: Mandy
- 1954: Zum Tanzen geboren (Dance, Little Lady)
- 1954: Jenny im Hopfenkamp (Adventure in the Hopfields)
- 1955: Schock (The Quatermass Xperiment)
- 1956–1958: Die Abenteuer von Robin Hood (The Adventures of Robin Hood, Fernsehserie, 3 Folgen)
- 1961: Es geschah in diesem Sommer (The Greengage Summer)
- 1962: Der Prinz und der Bettelknabe (The Prince and the Pauper)
- 1963: Alibi des Todes (Girl in the Headlines)
- 1963, 1964: Simon Templar (The Saint, Fernsehserie, 2 Folgen)
- 1964: Satanas – Das Schloß der blutigen Bestie (The Masque of the Red Death)
- 1966: Der Verführer läßt schön grüßen (Alfie)
- 1970: The Buttercup Chain
- 1970: Deep End
- 1972: Heinrich VIII. und seine sechs Frauen (The Six Wives of Henry VIII)
- 1972: The Stone Tape
- 1978: Hawkmoor (Fernsehserie, 5 Folgen)
- 1981: Wiedersehen mit Brideshead (Brideshead Revisited, Fernseh-Miniserie, 2 Folgen)
- 1983: Runners – Ausgerissen (Runners)
- 1984: Die unglaublichen Geschichten von Roald Dahl (Tales of the Unexpected, Fernsehserie, 1 Folge)
- 1985: Das wahre Leben der Alice im Wunderland (Dreamchild)
- 1985–1987: The Mistress (Fernsehserie, 12 Folgen)
- 1988: Paris bei Nacht (Paris by Night)
- 1988–1990: Wish Me Luck (Fernsehserie, 22 Folgen)
- 1993: Closing Numbers – und das Leben geht weiter (Closing Numbers) (Fernsehfilm)
- 2001–2003: Crossroads (Fernsehserie, 434 Folgen)
- 2004: Agatha Christie’s Marple (Fernsehserie, Folge: Mord im Pfarrhaus)
- 2005: New Tricks – Die Krimispezialisten (New Tricks; Fernsehserie, 1 Folge)
- 2006: Kreuzritter 8 – Der weiße Ritter (Tirante el Blanco)
- 2007: Sterben für Anfänger (Death at a Funeral)
- 2007: The Sarah Jane Adventures (Fernsehserie, 2 Folgen)
- 2007–2010: Holby City (Fernsehserie, 23 Folgen)
- 2009–2010: The Old Guys (Fernsehserie, 12 Folgen)
- 2010: Agatha Christie’s Poirot – Nikotin (Agatha Christie’s Poirot: Three Act Tragedy, Fernsehreihe)
- 2013: Das hält kein Jahr…! (I Give It a Year)
- 2013: Dancing on the Edge (Miniserie, 3 Folgen)
- 2015: Burn Burn Burn
- 2015: Crossing Lines (Fernsehserie, 2 Folgen)
- 2015–2016: Eve (Fernsehserie, 9 Folgen)
- 2016: Brian Pern (Fernsehserie, 1 Folge)
- 2018: Ein Amerikaner in Paris – Das Musical (An American in Paris: The Musical)
- 2021: Splinter
- 2023: The Wedding Veil Journey (Fernsehfilm)